# HNLMS Abraham Crijnssen (1981)
«Абрахам Крийнссен» (F816) (нидерл. Hr.Ms. Abraham Crijnssen, англ. HNLMS Abraham Crijnssen) — нидерландский военный корабль — фрегат типа «Кортенар», названный в честь голландского флотоводца Абрахама Крийнссена. Позывной корабля: PAVX.

## История
«Абрахам Крийнссен» был построен на верфи Damen Schelde Naval Shipbuilding во Флиссингене. Закладка корабля состоялась 25 октября 1978 года, был спущен на воду 16 мая 1981 года. Введено судно в эксплуатацию 6 января 1983 года.
Фрегат «Абрахам Крийнссен» служил в качестве эскорта для британского авианосца HMS Ark Royal во время миссии UNPROFOR в Адриатическом море в мае 1993 года.
В июне 1994 года корабль участвовал в военно-морских учениях BALTOPS с кораблями нескольких других флотов.
В 1997 году фрегат был выведен из эксплуатации ВМС Нидерландов и 31 октября 1997 года был принят на вооружение ВМС Объединенных Арабских Эмиратов. Фрегат был переименован в «Абу-Даби» (Abu Dhabi (F01)) и находился на военной службе до вывода из эксплуатации в 2008 году. В 2009 году начались работы по его переоборудованию в роскошную яхту (проект Swift135).